# دوري جيبوتي الدرجة الثانية
دوري جيبوتي الدرجة الثانية هو دوري الدرجة الثانية لكرة القدم في جيبوتي بعد الدوري الممتاز. يتنافس على الدوري 10 أندية. الملاعب الرئيسية للدوري هما ملعب المدينة الذي يتسع لـ 20 ألف متفرج ومركز التقنية الوطني بسعة 3000 متفرج.